# Luci Pomponi Flac
Luci Pomponi Flac (en llatí Lucius Pomponius Flaccus) va ser un magistrat romà del segle i. Formava part de la gens Pompònia, una gens romana d'origen plebeu.
Va ser cònsol romà l'any 17 i després legat a la Germània Superior probablement l'any 21, quan va combatre contra els cats (chatti) i va rebre els honors del triomf. Tàcit diu que com a general no va tenir gaire fama, i que era més important com a poeta.